# Gisuma (vattendrag i Burundi, lat -3,62, long 30,08)
Gisuma är ett vattendrag i Burundi. Det ligger i den centrala delen av landet, 80 kilometer öster om huvudstaden Bujumbura.
Omgivningarna runt Gisuma är en mosaik av jordbruksmark och naturlig växtlighet. Runt Gisuma är det ganska tätbefolkat, med 192 invånare per kvadratkilometer.